# Carex rikuchiuensis
Carex rikuchiuensis là một loài thực vật có hoa trong họ Cói. Loài này được Akiyama mô tả khoa học đầu tiên năm 1935.